# 20/20 (アメリカのテレビ番組)
『20/20』（トゥエンティ・トゥエンティ、「2020」と様式化されている）は、1978年6月6日からアメリカ・ABCで放送されているテレビニュースマガジン。ABCニュース幹部のルーン・アーリッジが制作したこの番組は、国際的や政治的なテーマよりもヒューマンインタレスト記事に重点を置いているものの、詳細なストーリーパッケージを特徴とするという点でCBSの『60ミニッツ』と同様に設計された。番組名は、視力の「20/20」測定に由来している。
この2時間番組は、1987年9月に木曜日から金曜日の時間帯に移動して以来、殆どの時間金曜夜の定番となっている（現在は東部標準時21:00に放送）が、番組の特別版が他の夜に放送されることもある。その歴史の殆どは、ABCの2時間のホームコメディ『TGIF』ブロックによって始まった。
2019年以降、CBSの『48アワーズ』や同夜の競合番組である『デイトラインNBC』と同じ番組の方向性に従い、ニュースマガジンに関連した従来の調査報道ではなく、犯罪ドキュメンタリー記事や有名人のスキャンダルを特集する2時間形式に移行した。

## 歴史
『20/20』の初回テレビ放送のアンカーは、番組のシニアプロデューサーも務めた「エスクァイア」編集長のハロルド・ヘイズと、「タイム」美術評論家のロバート・ヒューズだった。番組のデビュー作は概ね厳しい評価を受けた。 「ニューヨーク・タイムズ」はこれを「めまいがするほど不条理」と評し、「ワシントン・ポスト」は「キャンディケイン・ジャーナリズム（Candycane journalism）に対するこれまでで最もくだらない攻撃」と非難した。ルーン・アーリッジは自伝「Roone: A Memoir（ルーン:回想録）」の中で、おそらく初期の番組で最も恥ずかしかったのは、当時の大統領ジミー・カーター（「ジョージア・オン・マイ・マインド」を歌う）とウォルター・クロンカイト（番組の締めくくりに「That's the way it was（今日はこんなところでした）」）を代表する似顔絵をフィーチャーしたクレイメーションのコーナーだったと回想している。痛烈なレビューの結果、直ちに重大かつ抜本的な変更が加えられた。ヘイズとヒューズは解雇され（初代エグゼクティブ・プロデューサーのボブ・シャンクス（Bob Shanks）も同様）、当時セミリタイアしていたヒュー・ダウンズが翌週の番組の唯一のホストとして採用された。
初放送でもフィーチャーされたオープニングシーケンスは、SMPTEカラーバー（テレビ局が放送終了と開始の間に休止していた時に使用）でよく見られるカラーバーをレンズに表示した眼鏡で構成されていた。メガネは黄色の背景に合わせて配置され、後ろの位置に回転すると『20/20』スタジオが現れた。
ダウンズがホストを務めることにより、『20/20』はより標準的でありながらもユニークなニュースマガジンに変わり、批評家からはより親切な評価を受けた。元々夏の置き換えシリーズとして開始された。その後、1978-79年テレビシーズン中は月に1回のペースで放送され、1979年5月31日からは東部時間木曜日22:00に毎週の定期放送枠が与えられた。エミー賞受賞歴のあるプロデューサー、バーナード・I・コーエン（Bernard I. Cohen）は、1964年に『ABCイブニングニュース』でキャリアをスタートした。1979年から1992年まで、彼は『20/20』のリードプロデューサーを務め、番組の最高のニールセン視聴率（Nielsen Ratings）を確固たるものにすることに貢献した。CBSの『ノッツ・ランディング』やNBCの『ヒルストリート・ブルース』との競合にもかかわらず、木曜夜の8年間の夏の間、視聴率は概して非常に良かった。各放送回の終了にブロック・ブラウワー（Brock Brower）作成の決まり文句「We're in touch, so you be in touch」を使用し始めたのはこの頃であり、これは現在も使用され続けている（この番組では、1990年代の殆どの番組のオープニングタイトルで「Around the world and into your home, the stories that touch your life（世界中を巡り、あなたの家に、あなたの人生に触れる物語を）」という台詞が番組のオープニングタイトルの導入として使用されていた）。
バーバラ・ウォルターズは1979年に共同アンカー以下の役割で番組に加わり、すぐに1981年秋には通常の特別寄稿者になった。1984年にウォルターズはヒュー・ダウンズの対等者となり、1964年から1971年までNBCの『トゥデイ』で既に共演していたデュオを再結成した。チームはその後15年間、一緒に放送され続けることになる。
1987年秋、東部時間金曜日の22:00に変更された一方、その時間枠では、1991-92年シーズンまでに年間のニールセン視聴率で21位にランクされた。2001年秋まで同じ金曜日の時間枠で放送されていたが、ABCが番組を脚本付きのファミリードラマシリーズ『ワンス・アンド・アゲイン』に一時的に置き換えたが、『20/20』だけが4ヶ月後に再びラインナップに戻った。それ以来、基本的に時間枠が維持されている。番組は2007年10月12日に一時的に20:00の時間枠に移動したが、2週間後に通常の時間に戻った。
1990年代後半、ABCは番組を追加の夜に拡大し始めた。1997年9月、ダウンズとウォルターズによる『20/20』の第2週版が木曜夜にデビューし、後に月曜日に移動した。1998年9月から2000年9月まで、ABCニュースは、『デイトラインNBC』（それ自体は当時週4夜放送されていた）と競合するために、『20/20』と『プライムタイム・ライブ』を『20/20』という名前と形式の下で単一のブランドに統合し、元『プライムタイム・ライブ』アンカーのサム・ドナルドソンとダイアン・ソイヤーが水曜日の『20/20』のホストをかつての番組の古い時間枠で行うことで、ニュースマガジン番組を統合することを選択した。この期間中に、放送毎に様々なアンカーを備えた追加の夜も追加された。最盛期には、長年の金曜日の枠に加えて、月曜日、水曜日、日曜日にも放送された。これらの追加の夜の『20/20』には、1999年10月の木曜夜に若者向けの『20/20ダウンタウン（20/20 Downtown）』が加わった。2000年9月、ABCは『プライムタイム（Primetime）』を『プライムタイム・サーズデイ（Primetime Thursday）』というタイトルで復活させ、『20/20ダウンタウン』を単に『ダウンタウン（Downtown）』というタイトルの別のニュースマガジンとして月曜夜に独立させた。2002年初めまでに、『20/20』は再び元の金曜日の時間枠でのみ放送された。
1999年3月3日、数年前に当時の大統領ビル・クリントンとの不倫関係が悪名高く暴露された元ホワイトハウスインターンのモニカ・ルインスキーが、番組内でバーバラ・ウォルターズのインタビューを受けた。この特別版の『20/20』は推定7,000万人の視聴者が視聴し、これはニュース番組としては記録的な視聴者数であるとABCは述べた。
1999年にダウンズが引退した後、ウォルターズは単独アンカーとなった。これは、2002年にジョン・ミラーが番組の常任共同ホストとして雇われるまで続いた。ミラーはアンカーチェアにあまり快適に座ることはできず、1年後、法執行機関に復帰するチャンスに飛びついた。2003年初めの数ヶ月間、バーバラ・ウォルターズは一時的に再び単独でアンカーを務めた。しかし、同年5月、番組の調査担当記者であり、人気はあったものの物議を醸した「Give Me a Break」コーナーを担当したジョン・ストッセルがウォルターズの新しい共同アンカーに指名された。最初のベテランアンカーの1人であるバーバラ・ウォルターズは、2004年に放送ジャーナリストとしてセミリタイアすることを選択した。しかし、ウォルターズは番組への頻繁な寄稿者として『20/20』に残った。ABCニュース記者のエリザベス・バーガスが共同アンカーの地位に昇進した。
2009年9月、第31シーズンの開始前に、ジョン・ストッセルはフォックス・ビジネスで新しい週刊番組を始めるため、28年間続けた番組を降板すると発表した。バーバラ・ウォルターズとダイアン・ソイヤーもリポートに貢献した。同年12月10日、ABCニュースは、『グッド・モーニング・アメリカ』ニュースアンカーのクリス・クオモがエリザベス・バーガスと共に『20/20』の共同ホストに昇進したと発表した。2013年1月29日、クリス・クオモがABCニュースと『20/20』を離れ、CNNでケーブルネットワークの新しい朝のニュース番組『ニュー・デイ』の共同ホストとなることが発表された。同日、ABCはデイビッド・ミュアーが『ABCワールドニュース・トゥナイト』の週末アンカーを継続することに加えて、同番組の新しい共同アンカーとしてエリザベス・バーガスに加わることを発表した（2014年9月に改名された『ABCワールドニュース・トゥナイト』のメインアンカーに任命された後もその役割を継続している）。
2013年3月2日、番組は再び拡大し、主に金曜日の旗艦放送と同じ単一トピック形式で、かつての『20/20』（主に2008年以降のもの）のアーカイブストーリーの再放送を特集する『20/20サタデー（20/20 Saturday）』がデビューした。『20/20サタデー』は、カレッジフットボールのシーズン以外に、その週に先行する番組に応じて、2つの異なるトピックを中心とした個別の1時間のエピソードとして形式化された2時間の放送として東部時間21:00、または1時間の放送として22:00から放送される。バーバラ・ウォルターズは当初、2014年5月に通常のテレビ放送から引退するまで番組のホストを務めたが、その後、金曜版のアンカーにホストの仕事が引き継がれた。
2017年12月22日、エリザベス・バーガスは同年5月末で『20/20』とABCニュースを離れると発表した。2018年4月23日、『グッド・モーニング・アメリカ』ニュースアンカーのエイミー・ロバックが同年5月にミュアーと共に共同アンカーを務めることが発表された。その後、前年11月に「デイリー・メール」が『GMA3: What You Need to Know』で共同アンカーを務めたT・J・ホームズとの不倫を報じた後、ロバックは2023年1月27日にABCニュース（ひいては『20/20』）を退社した。一方、デボラ・ロバーツは、ABCニュース社長のキンバリー・ゴッドウィンからのメモを通じて、2022年10月4日に『20/20』の寄稿アンカーに指名された。
2022年12月30日版の番組は、東部時間帯と中部時間帯では東部時間21:30頃のバーバラ・ウォルターズの死去のニュースによって中断され、アンカーのフィル・リフォフがABCニュースの公式訃報とウォルターズの人生と影響に関する他のABCニューススタッフのコメントを交えて90分間この報道のアンカーを務めた。

### 20/20ダウンタウン
他の殆どのニュースマガジンとは異なり、『20/20ダウンタウン（20/20 Downtown）』はいかなる有名アンカーによっても取り上げられることはなかった。若い視聴者を引き付けることを目的として、アンカーのアンサンブルチームが放送の先頭に立ったが、ABCの『マンデーナイトフットボール』に先立って、地元の試合前番組やコーチ番組、NFLやカレッジフットボールのチームを扱うハイライト総集編番組に対応するために、同ネットワークのより大きな市場のネットワーク系列局の多くが番組を深夜や週末の時間枠に押し上げたことによって妨げられた。アンカー/リポートの任務は、エリザベス・バーガス、シンシア・マクファーデン、クリス・クオモ、ジェイ・シャドラー、ジョン・キニョネスのチームによって務められた。番組名は『ダウンタウン（Downtown）』に変更されたが、2002年に打ち切りとなった。2003年、番組は同じアンカーと形式で『プライムタイム・マンデー（Primetime Monday）』として1シーズンだけ戻った。

### 特別エピソード
『20/20』は依然として複数のトピック形式を使用することがあるが、2000年代後半以降（ほぼ同じ時期から『デイトラインNBC』で起こったことと同様だが、より幅広いトピックが含まれ続けている）、トピックに関連する様々なストーリーパッケージの形式、または単一の記事に焦点を当てた形式で、単一トピック版に徐々に移行してきた。

## テーマ音楽
『20/20』の独特のテーマ音楽は、ロバート・アーノルド・イスラエル・シニア（Robert Arnold Israel Sr.）によって作曲され（他のクレジットの中で、現在打ち切りになったABCシリーズ『オール・マイ・チルドレン』と『ワン・ライフ・トゥ・リヴ』のテーマ音楽も共作した）、『ABCワールドニュース・トゥナイト』で長年使用されてきたリリアン・シャイナート（Lillian Scheinert）作曲のテーマ曲に基づいている。オリジナルのテーマ曲は1993年頃に改良され、その後1999年に番組セットの『20/20』ロゴとアンカーデスクと共に置き換えられた。最後に、オーケストラの『20/20』テーマ曲が2001年に更新され、2003年と2005年にいくつかの修正が加えられた。2009年と2010年にもテーマ曲が再度刷新され、ニュースマガジンの新しい暗い色調を反映する新しいグラフィックが採用された。この新しいテーマ曲はDreamArtists Studiosによって作曲された。2012年にテーマ曲が刷新され、再びDreamArtists Studiosによってアレンジされた。

## 放送スタッフ

### 現在の放送スタッフ
備考：『20/20』には他の「放送スタッフ」によるスペシャルがある。

#### アンカー
- デイビッド・ミュアー（2013年 - 現在）

- デボラ・ロバーツ（英語版）（寄稿、2022年 - 現在）

#### 記者
- ジュジュ・チャン（英語版）

- ジョン・キニョネス（英語版）

- ダイアン・ソイヤー

### 過去の放送スタッフ

#### アンカー
- ハロルド・ヘイズ（英語版）（1978年、故人）

- ロバート・ヒューズ（英語版）（1978年、故人）

- ヒュー・ダウンズ（英語版）（1978年 - 1999年、故人）

- バーバラ・ウォルターズ（1979年 - 2004年、2013年 - 2014年、故人）

- ダイアン・ソイヤー（1998年 - 2000年）

- チャールズ・ギブソン（1998年 - 2000年、引退）

- サム・ドナルドソン（英語版）（1998年 - 2000年、引退）

- コニー・チャン（1998年 - 2000年）

- ジョン・ミラー（英語版）（2002年- 2003年）

- ジョン・ストッセル（2003年 - 2009年）

- エリザベス・バーガス（英語版）（2004年 - 2018年）

- クリス・クオモ（2009年 - 2013年）

- エイミー・ロバック（英語版）（2018年 - 2023年）

#### 記者
- マーティン・バシール

- シルビア・チェイス（英語版）（1978年 - 1988年、故人）

- キャサリン・クライヤー（英語版）

- ケイティ・クーリック

- アーノルド・ディアス（英語版）（現：ニューヨーク市のWPIX）

- スティーブ・フォックス（Steve Fox）

- トーマス・ホヴィング（英語版）（1978年 - 1984年、故人）

- トム・ジャリエル（英語版）（1979年 - 2002年、引退）

- ドクター・ティモシー・ジョンソン（英語版）

- ピーター・ランス（英語版）

- ジョン・ローレンス（英語版）

- デイブ・マラッシュ（英語版）

- シンシア・マクファーデン（英語版）（現：NBCニュース）

- リサ・マクリー（英語版）

- ペリー・ペルツ（英語版）（1998年 - 2000年）

- ストーン・フィリップス（英語版）（1986年 - 1992年）

- ビル・リッター（英語版）

- ジェラルド・リベラ

- ブライアン・ロス（英語版）

- カール・セーガン

- リン・シャー（英語版）（1986年 - 2008年）

- サンダー・バノクル（英語版）（1978年 - 1991年、故人）

- クリス・ウォレス（英語版）（現：CNN）

## 視聴率
| シーズン        | ニールセンランキング | 平均視聴率 |
| --------------- | -------------------- | ---------- |
| 1977年 - 1978年 |                      | N/A（夏）  |
| 1978年 - 1979年 |                      | N/A（夏）  |
| 1979年 - 1980年 |                      |            |
| 1980年 - 1981年 |                      |            |
| 1981年 - 1982年 |                      |            |
| 1982年 - 1983年 |                      |            |
| 1983年 - 1984年 |                      |            |
| 1984年 - 1985年 | 55位                 | 1,370万人  |
| 1985年 - 1986年 | 40位                 | 1,550万人  |
| 1986年 - 1987年 | 43位                 | 1,420万人  |
| 1987年 - 1988年 | 54位                 | 1,260万人  |
| 1988年 - 1989年 | 40位                 | 1,410万人  |
| 1989年 - 1990年 | 44位                 | 1,350万人  |
| 1990年 - 1991年 | 33位                 | 1,350万人  |
| 1991年 - 1992年 | 22位                 | 1,440万人  |
| 1992年 - 1993年 | 13位                 | 1,510万人  |
| 1993年 - 1994年 | 15位                 | 1,450万人  |
| 1994年 - 1995年 | 17位                 | 1,400万人  |
| 1995年 - 1996年 | 11位                 | 1,360万人  |
| 1996年 - 1997年 | 12位                 | 1,280万人  |
| 1997年 - 1998年 | 19位                 | 1,500万人  |
| 1998年 - 1999年 | 22位                 | 1,370万人  |
| 1999年 - 2000年 | 33位                 | 1,220万人  |
| 2000年 - 2001年 | 44位                 | 1,150万人  |
| 2001年 - 2002年 | 60位                 | 970万人    |
| 2002年 - 2003年 | 76位                 | 880万人    |
| 2003年 - 2004年 | 58位                 | 960万人    |
| 2004年 - 2005年 | 66位                 | 850万人    |
| 2005年 - 2006年 | 75位                 | 800万人    |
| 2006年 - 2007年 | 106位                | 750万人    |
| 2007年 - 2008年 | 114位                | 650万人    |
| 2008年 - 2009年 | 76位                 | 700万人    |
| 2009年 - 2010年 | 77位                 | 630万人    |
| 2010年 - 2011年 | 100位                | 580万人    |
| 2011年 - 2012年 | 107位                | 560万人    |
| 2012年 - 2013年 | 83位                 | 570万人    |
| 2013年 - 2014年 |                      |            |
| 2014年 - 2015年 |                      |            |
| 2015年 - 2016年 |                      |            |
| 2016年 - 2017年 |                      |            |
| 2017年 - 2018年 |                      |            |
| 2018年 - 2019年 | 97位                 | 480万人    |
| 2019年 - 2020年 | 90位                 | 440万人    |

## シンジケーション
このシリーズの犯罪ドキュメンタリーに焦点を当てたエピソードは、オプラ・ウィンフリー・ネットワークとインベスティゲーション・ディスカバリーの初回放送シンジケートで『20/20 on OWN/ID』として放送される。

## 海外での放送
- 『20/20』を含むABCニュース番組は、MENA地域の24時間ニュースネットワークのOSNニュース（英語版）で毎日放送されている。

- シンガポールでは、CNA（英語版）で放送される。

- カナダでは、ハミルトンのCHCH-DT、ウィニペグのCIIT-DT（英語版）、バンクーバーのCHNU-DT（英語版）で、通常はABCのテレビ放送と同時代替（英語版）される。

- オーストラリアでは、かつてはナイン・ネットワークとSky News Live（英語版）で夜間に定期的に放送されていた（現在でも時折注目すべきエピソードが放送されている）[25]。

- 香港では、毎週日曜日21:00にViuTVsix（英語版）で放送される。

## ローカル版
- アイルランド共和国では、1998年にアイルランド版『20/20』がTV3（英語版）で放送された。2002年に打ち切りとなったこの番組では、国内向けとアメリカ版向けに制作されたリポートが混在していた。

- ニュージーランドでは、TVNZ 1（英語版）がアメリカ制作の記事を特集した1時間のローカル版（英語版）を放送している。